# Arjona megapotamica
Arjona megapotamica là một loài thực vật có hoa trong họ Schoepfiaceae. Loài này được Malme mô tả khoa học đầu tiên năm 1928.